# Pitcairnia flavescenta
Pitcairnia flavescenta là một loài thực vật có hoa trong họ Bromeliaceae. Loài này được Matuda miêu tả khoa học đầu tiên năm 1966.